# YE-5 (航空機)
YE-5
- 用途：実験機
- 設計者：リオ・ウィンデッカー
- 製造者：ウィンデッカー・インダストリーズ
- 運用者：アメリカ合衆国空軍、アメリカ合衆国陸軍
- 初飛行：1972年[1]
- 生産数：1+改造1+先行型1[1][2]
- 退役：1985年[1]
- 運用状況：退役

YE-5は、アメリカ合衆国の実験機。ウィンデッカー イーグルを元に製造されたステルス実験機である。

## 開発
1963年、リオ・ウィンデッカー（Leo Windecker）は、当時の大統領科学技術顧問に対して複合材によるレーダーに映りにくい機体を提案したが、その反応は良好なものではなかった。この時点での構想は、レーダーの電波を透過する繊維強化プラスチックを用いるものであった。
他方、グラスファイバーを航空機の構造材として用いる研究も行われており、こちらは4人乗りの航空機ウィンデッカー イーグルとして1967年10月に初飛行した。
その頃、1963年の提案当時とは異なり、ベトナム戦争の経験からレーダーが航空機にとって脅威であることが認識されるようになっていた。1971年、ウィンデッカーは下院議員ジョージ・ハーマン・マホンに接触、「レーダーに映らない機体」としてアメリカ合衆国空軍に提案し、当時の空軍システム軍団研究開発次長であったオットー・ジョン・グラッサー中将によって試験が認可された。金属部分がエンジンと降着装置のみであった試験機は良好な成績を収め、空軍の実験機として1機が1973年2月に納入されYE-5Aとなったが、これはレーダー投影面積を抑える発想であり、民間市場向けの機体に電波吸収体を追加し、プロペラをプラスチック製のものに交換したものであった。
これに先だって1972年には、CADDOというコードネームを与えられた機体が、アメリカ合衆国陸軍向けに製造されているが、これはウィンデッカー イーグルの試作機（N803WR）をリースしたものであり、YE-5Aの設計に試験結果が反映されている。この機体は、陸軍が運用中の1980年に、ハリケーンによって失われた。
YE-5Aは、ステルス機開発のための試験に使用され続けたが1985年に事故により失われた。陸軍は、新たにウィンデッカー イーグル1機（N4196G）を入手してこれをYE-5に改造して計画を続行した。
アメリカ陸軍航空博物館に収蔵されている機体は、この改造によって完成した機体である。

## 型式
- CADDO：陸軍向けの機体に与えられたコードネーム。YE-5Aと混同される場合が多いが、異なる機体である[1][2]。
- YE-5A：空軍向けの機体。1機製造、改造により同等機1機製造[1]。

## 要目
下記は原型機ウィンデッカーの値である。
出典: Windecker Eagle I（国立航空宇宙博物館）を他の資料で補完。
諸元
- 乗員: 1
- 定員: 4
- 全長: 9.7m （32ft）
- 全高: 2.9m （9ft 6in）
- 翼幅: 8.7m（28ft 6in）
- 空虚重量: 975kg （2150lbs）
- 有効搭載量: 1540kg （3400lbs）
- 動力: コンチネンタル IO-520C ピストンエンジン、208.8kW （280hp）   × 1

性能
- 最大速度: 339.5km/h （211mph）
- 巡航速度: 328.3km/h （204mph）
- 失速速度: 106.2km/h （66mph）
- 航続距離: 1979.5km （1230マイル）
- 実用上昇限度: 5486.4m （18000ft）
- 上昇率: 371.8m/s （1220ft/min）
- 離陸滑走距離: 260.6m （855ft）

## 注
1. ↑  ウィンデッカーの私有機であった、N4195G[1]。